# Бихава
Биха́ва (пол. Bychawa) — місто в східній Польщі.
Належить до Люблінського повіту Люблінського воєводства.

## Демографія
Демографічна структура станом на 31 березня 2011 року:
|          | Загалом | Допрацездатний вік | Працездатний вік | Постпрацездатний вік |
| -------- | ------- | ------------------ | ---------------- | -------------------- |
| Чоловіки | 2533    | 558                | 1711             | 264                  |
| Жінки    | 2810    | 547                | 1615             | 648                  |
| Разом    | 5343    | 1105               | 3326             | 912                  |

## Міста-побратими
- Ла-Шапель-сюр-Ердр
- Корець

## Люди, пов'язані з містом
- Пйотр Юрковскі — регбіст Лехія Ґданськ і представник збірної Польщі з регбі
- Здіслав Підек — професор Академії образотворчих мистецтв у Гданську, проектант Польського військового кладовища в Катині
- Станіслав Ґрита — командир Люблінських районних Батальйонів хлопських